# Unicodeblock Umschlossene alphanumerische Zeichen
Der Unicodeblock Umschlossene alphanumerische Zeichen (engl. Enclosed Alphanumerics, U+2460 bis U+24FF) enthält Ordinalzahlen bis 20 sowie eingeklammerte und eingekreiste Zahlen bis 20 und lateinische Groß- und Kleinbuchstaben. Weitere umschlossene Zeichen befinden sich im Unicodeblock Umschlossene CJK-Zeichen und -Monate, Unicodeblock Zusätzliche umschlossene alphanumerische Zeichen und Unicodeblock Dingbats.

## Tabelle
| Unicodenummer | Zeichen (400 %) | Kategorie           | Bidirektionale Klasse     | Offizielle Bezeichnung             | Beschreibung                           |
| ------------- | --------------- | ------------------- | ------------------------- | ---------------------------------- | -------------------------------------- |
| U+2460 (9312) | ①               | anderes Zahlzeichen | anderes neutrales Zeichen | CIRCLED DIGIT ONE                  | Eingekreiste Ziffer Eins               |
| U+2461 (9313) | ②               | anderes Zahlzeichen | anderes neutrales Zeichen | CIRCLED DIGIT TWO                  | Eingekreiste Ziffer Zwei               |
| U+2462 (9314) | ③               | anderes Zahlzeichen | anderes neutrales Zeichen | CIRCLED DIGIT THREE                | Eingekreiste Ziffer Drei               |
| U+2463 (9315) | ④               | anderes Zahlzeichen | anderes neutrales Zeichen | CIRCLED DIGIT FOUR                 | Eingekreiste Ziffer Vier               |
| U+2464 (9316) | ⑤               | anderes Zahlzeichen | anderes neutrales Zeichen | CIRCLED DIGIT FIVE                 | Eingekreiste Ziffer Fünf               |
| U+2465 (9317) | ⑥               | anderes Zahlzeichen | anderes neutrales Zeichen | CIRCLED DIGIT SIX                  | Eingekreiste Ziffer Sechs              |
| U+2466 (9318) | ⑦               | anderes Zahlzeichen | anderes neutrales Zeichen | CIRCLED DIGIT SEVEN                | Eingekreiste Ziffer Sieben             |
| U+2467 (9319) | ⑧               | anderes Zahlzeichen | anderes neutrales Zeichen | CIRCLED DIGIT EIGHT                | Eingekreiste Ziffer Acht               |
| U+2468 (9320) | ⑨               | anderes Zahlzeichen | anderes neutrales Zeichen | CIRCLED DIGIT NINE                 | Eingekreiste Ziffer Neun               |
| U+2469 (9321) | ⑩               | anderes Zahlzeichen | anderes neutrales Zeichen | CIRCLED NUMBER TEN                 | Eingekreiste Zahl Zehn                 |
| U+246A (9322) | ⑪               | anderes Zahlzeichen | anderes neutrales Zeichen | CIRCLED NUMBER ELEVEN              | Eingekreiste Zahl Elf                  |
| U+246B (9323) | ⑫               | anderes Zahlzeichen | anderes neutrales Zeichen | CIRCLED NUMBER TWELVE              | Eingekreiste Zahl Zwölf                |
| U+246C (9324) | ⑬               | anderes Zahlzeichen | anderes neutrales Zeichen | CIRCLED NUMBER THIRTEEN            | Eingekreiste Zahl Dreizehn             |
| U+246D (9325) | ⑭               | anderes Zahlzeichen | anderes neutrales Zeichen | CIRCLED NUMBER FOURTEEN            | Eingekreiste Zahl Vierzehn             |
| U+246E (9326) | ⑮               | anderes Zahlzeichen | anderes neutrales Zeichen | CIRCLED NUMBER FIFTEEN             | Eingekreiste Zahl Fünfzehn             |
| U+246F (9327) | ⑯               | anderes Zahlzeichen | anderes neutrales Zeichen | CIRCLED NUMBER SIXTEEN             | Eingekreiste Zahl Sechzehn             |
| U+2470 (9328) | ⑰               | anderes Zahlzeichen | anderes neutrales Zeichen | CIRCLED NUMBER SEVENTEEN           | Eingekreiste Zahl Siebzehn             |
| U+2471 (9329) | ⑱               | anderes Zahlzeichen | anderes neutrales Zeichen | CIRCLED NUMBER EIGHTEEN            | Eingekreiste Zahl Achtzehn             |
| U+2472 (9330) | ⑲               | anderes Zahlzeichen | anderes neutrales Zeichen | CIRCLED NUMBER NINETEEN            | Eingekreiste Zahl Neunzehn             |
| U+2473 (9331) | ⑳               | anderes Zahlzeichen | anderes neutrales Zeichen | CIRCLED NUMBER TWENTY              | Eingekreiste Zahl Zwanzig              |
| U+2474 (9332) | ⑴               | anderes Zahlzeichen | anderes neutrales Zeichen | PARENTHESIZED DIGIT ONE            | Eingeklammerte Ziffer Eins             |
| U+2475 (9333) | ⑵               | anderes Zahlzeichen | anderes neutrales Zeichen | PARENTHESIZED DIGIT TWO            | Eingeklammerte Ziffer Zwei             |
| U+2476 (9334) | ⑶               | anderes Zahlzeichen | anderes neutrales Zeichen | PARENTHESIZED DIGIT THREE          | Eingeklammerte Ziffer Drei             |
| U+2477 (9335) | ⑷               | anderes Zahlzeichen | anderes neutrales Zeichen | PARENTHESIZED DIGIT FOUR           | Eingeklammerte Ziffer Vier             |
| U+2478 (9336) | ⑸               | anderes Zahlzeichen | anderes neutrales Zeichen | PARENTHESIZED DIGIT FIVE           | Eingeklammerte Ziffer Fünf             |
| U+2479 (9337) | ⑹               | anderes Zahlzeichen | anderes neutrales Zeichen | PARENTHESIZED DIGIT SIX            | Eingeklammerte Ziffer Sechs            |
| U+247A (9338) | ⑺               | anderes Zahlzeichen | anderes neutrales Zeichen | PARENTHESIZED DIGIT SEVEN          | Eingeklammerte Ziffer Sieben           |
| U+247B (9339) | ⑻               | anderes Zahlzeichen | anderes neutrales Zeichen | PARENTHESIZED DIGIT EIGHT          | Eingeklammerte Ziffer Acht             |
| U+247C (9340) | ⑼               | anderes Zahlzeichen | anderes neutrales Zeichen | PARENTHESIZED DIGIT NINE           | Eingeklammerte Ziffer Neun             |
| U+247D (9341) | ⑽               | anderes Zahlzeichen | anderes neutrales Zeichen | PARENTHESIZED NUMBER TEN           | Eingeklammerte Zahl Zehn               |
| U+247E (9342) | ⑾               | anderes Zahlzeichen | anderes neutrales Zeichen | PARENTHESIZED NUMBER ELEVEN        | Eingeklammerte Zahl Elf                |
| U+247F (9343) | ⑿               | anderes Zahlzeichen | anderes neutrales Zeichen | PARENTHESIZED NUMBER TWELVE        | Eingeklammerte Zahl Zwölf              |
| U+2480 (9344) | ⒀               | anderes Zahlzeichen | anderes neutrales Zeichen | PARENTHESIZED NUMBER THIRTEEN      | Eingeklammerte Zahl Dreizehn           |
| U+2481 (9345) | ⒁               | anderes Zahlzeichen | anderes neutrales Zeichen | PARENTHESIZED NUMBER FOURTEEN      | Eingeklammerte Zahl Vierzehn           |
| U+2482 (9346) | ⒂               | anderes Zahlzeichen | anderes neutrales Zeichen | PARENTHESIZED NUMBER FIFTEEN       | Eingeklammerte Zahl Fünfzehn           |
| U+2483 (9347) | ⒃               | anderes Zahlzeichen | anderes neutrales Zeichen | PARENTHESIZED NUMBER SIXTEEN       | Eingeklammerte Zahl Sechzehn           |
| U+2484 (9348) | ⒄               | anderes Zahlzeichen | anderes neutrales Zeichen | PARENTHESIZED NUMBER SEVENTEEN     | Eingeklammerte Zahl Siebzehn           |
| U+2485 (9349) | ⒅               | anderes Zahlzeichen | anderes neutrales Zeichen | PARENTHESIZED NUMBER EIGHTEEN      | Eingeklammerte Zahl Achtzehn           |
| U+2486 (9350) | ⒆               | anderes Zahlzeichen | anderes neutrales Zeichen | PARENTHESIZED NUMBER NINETEEN      | Eingeklammerte Zahl Neunzehn           |
| U+2487 (9351) | ⒇               | anderes Zahlzeichen | anderes neutrales Zeichen | PARENTHESIZED NUMBER TWENTY        | Eingeklammerte Zahl Zwanzig            |
| U+2488 (9352) | ⒈               | anderes Zahlzeichen | europäische Ziffer        | DIGIT ONE FULL STOP                | Ziffer Eins mit Punkt (Erstens)        |
| U+2489 (9353) | ⒉               | anderes Zahlzeichen | europäische Ziffer        | DIGIT TWO FULL STOP                | Ziffer Zwei mit Punkt (Zweitens)       |
| U+248A (9354) | ⒊               | anderes Zahlzeichen | europäische Ziffer        | DIGIT THREE FULL STOP              | Ziffer Drei mit Punkt (Drittens)       |
| U+248B (9355) | ⒋               | anderes Zahlzeichen | europäische Ziffer        | DIGIT FOUR FULL STOP               | Ziffer Vier mit Punkt (Viertens)       |
| U+248C (9356) | ⒌               | anderes Zahlzeichen | europäische Ziffer        | DIGIT FIVE FULL STOP               | Ziffer Fünf mit Punkt (Fünftens)       |
| U+248D (9357) | ⒍               | anderes Zahlzeichen | europäische Ziffer        | DIGIT SIX FULL STOP                | Ziffer Sechs mit Punkt (Sechstens)     |
| U+248E (9358) | ⒎               | anderes Zahlzeichen | europäische Ziffer        | DIGIT SEVEN FULL STOP              | Ziffer Sieben mit Punkt (Siebtens)     |
| U+248F (9359) | ⒏               | anderes Zahlzeichen | europäische Ziffer        | DIGIT EIGHT FULL STOP              | Ziffer Acht mit Punkt (Achtens)        |
| U+2490 (9360) | ⒐               | anderes Zahlzeichen | europäische Ziffer        | DIGIT NINE FULL STOP               | Ziffer Neun mit Punkt (Neuntens)       |
| U+2491 (9361) | ⒑               | anderes Zahlzeichen | europäische Ziffer        | NUMBER TEN FULL STOP               | Zahl Zehn mit Punkt (Zehntens)         |
| U+2492 (9362) | ⒒               | anderes Zahlzeichen | europäische Ziffer        | NUMBER ELEVEN FULL STOP            | Zahl Elf mit Punkt (Elftens)           |
| U+2493 (9363) | ⒓               | anderes Zahlzeichen | europäische Ziffer        | NUMBER TWELVE FULL STOP            | Zahl Zwölf mit Punkt (Zwölftens)       |
| U+2494 (9364) | ⒔               | anderes Zahlzeichen | europäische Ziffer        | NUMBER THIRTEEN FULL STOP          | Zahl Dreizehn mit Punkt (Dreizehntens) |
| U+2495 (9365) | ⒕               | anderes Zahlzeichen | europäische Ziffer        | NUMBER FOURTEEN FULL STOP          | Zahl Vierzehn mit Punkt (Vierzehntens) |
| U+2496 (9366) | ⒖               | anderes Zahlzeichen | europäische Ziffer        | NUMBER FIFTEEN FULL STOP           | Zahl Fünfzehn mit Punkt (Fünfzehntens) |
| U+2497 (9367) | ⒗               | anderes Zahlzeichen | europäische Ziffer        | NUMBER SIXTEEN FULL STOP           | Zahl Sechzehn mit Punkt (Sechzehntens) |
| U+2498 (9368) | ⒘               | anderes Zahlzeichen | europäische Ziffer        | NUMBER SEVENTEEN FULL STOP         | Zahl Siebzehn mit Punkt (Siebzehntens) |
| U+2499 (9369) | ⒙               | anderes Zahlzeichen | europäische Ziffer        | NUMBER EIGHTEEN FULL STOP          | Zahl Achtzehn mit Punkt (Achtzehntens) |
| U+249A (9370) | ⒚               | anderes Zahlzeichen | europäische Ziffer        | NUMBER NINETEEN FULL STOP          | Zahl Neunzehn mit Punkt (Neunzehntens) |
| U+249B (9371) | ⒛               | anderes Zahlzeichen | europäische Ziffer        | NUMBER TWENTY FULL STOP            | Zahl Zwanzig mit Punkt (Zwanzigstens)  |
| U+249C (9372) | ⒜               | anderes Symbol      | links nach rechts         | PARENTHESIZED LATIN SMALL LETTER A | Eingeklammerter Kleinbuchstabe A       |
| U+249D (9373) | ⒝               | anderes Symbol      | links nach rechts         | PARENTHESIZED LATIN SMALL LETTER B | Eingeklammerter Kleinbuchstabe B       |
| U+249E (9374) | ⒞               | anderes Symbol      | links nach rechts         | PARENTHESIZED LATIN SMALL LETTER C | Eingeklammerter Kleinbuchstabe C       |
| U+249F (9375) | ⒟               | anderes Symbol      | links nach rechts         | PARENTHESIZED LATIN SMALL LETTER D | Eingeklammerter Kleinbuchstabe D       |
| U+24A0 (9376) | ⒠               | anderes Symbol      | links nach rechts         | PARENTHESIZED LATIN SMALL LETTER E | Eingeklammerter Kleinbuchstabe E       |
| U+24A1 (9377) | ⒡               | anderes Symbol      | links nach rechts         | PARENTHESIZED LATIN SMALL LETTER F | Eingeklammerter Kleinbuchstabe F       |
| U+24A2 (9378) | ⒢               | anderes Symbol      | links nach rechts         | PARENTHESIZED LATIN SMALL LETTER G | Eingeklammerter Kleinbuchstabe G       |
| U+24A3 (9379) | ⒣               | anderes Symbol      | links nach rechts         | PARENTHESIZED LATIN SMALL LETTER H | Eingeklammerter Kleinbuchstabe H       |
| U+24A4 (9380) | ⒤               | anderes Symbol      | links nach rechts         | PARENTHESIZED LATIN SMALL LETTER I | Eingeklammerter Kleinbuchstabe I       |
| U+24A5 (9381) | ⒥               | anderes Symbol      | links nach rechts         | PARENTHESIZED LATIN SMALL LETTER J | Eingeklammerter Kleinbuchstabe J       |
| U+24A6 (9382) | ⒦               | anderes Symbol      | links nach rechts         | PARENTHESIZED LATIN SMALL LETTER K | Eingeklammerter Kleinbuchstabe K       |
| U+24A7 (9383) | ⒧               | anderes Symbol      | links nach rechts         | PARENTHESIZED LATIN SMALL LETTER L | Eingeklammerter Kleinbuchstabe L       |
| U+24A8 (9384) | ⒨               | anderes Symbol      | links nach rechts         | PARENTHESIZED LATIN SMALL LETTER M | Eingeklammerter Kleinbuchstabe M       |
| U+24A9 (9385) | ⒩               | anderes Symbol      | links nach rechts         | PARENTHESIZED LATIN SMALL LETTER N | Eingeklammerter Kleinbuchstabe N       |
| U+24AA (9386) | ⒪               | anderes Symbol      | links nach rechts         | PARENTHESIZED LATIN SMALL LETTER O | Eingeklammerter Kleinbuchstabe O       |
| U+24AB (9387) | ⒫               | anderes Symbol      | links nach rechts         | PARENTHESIZED LATIN SMALL LETTER P | Eingeklammerter Kleinbuchstabe P       |
| U+24AC (9388) | ⒬               | anderes Symbol      | links nach rechts         | PARENTHESIZED LATIN SMALL LETTER Q | Eingeklammerter Kleinbuchstabe Q       |
| U+24AD (9389) | ⒭               | anderes Symbol      | links nach rechts         | PARENTHESIZED LATIN SMALL LETTER R | Eingeklammerter Kleinbuchstabe R       |
| U+24AE (9390) | ⒮               | anderes Symbol      | links nach rechts         | PARENTHESIZED LATIN SMALL LETTER S | Eingeklammerter Kleinbuchstabe S       |
| U+24AF (9391) | ⒯               | anderes Symbol      | links nach rechts         | PARENTHESIZED LATIN SMALL LETTER T | Eingeklammerter Kleinbuchstabe T       |
| U+24B0 (9392) | ⒰               | anderes Symbol      | links nach rechts         | PARENTHESIZED LATIN SMALL LETTER U | Eingeklammerter Kleinbuchstabe U       |
| U+24B1 (9393) | ⒱               | anderes Symbol      | links nach rechts         | PARENTHESIZED LATIN SMALL LETTER V | Eingeklammerter Kleinbuchstabe V       |
| U+24B2 (9394) | ⒲               | anderes Symbol      | links nach rechts         | PARENTHESIZED LATIN SMALL LETTER W | Eingeklammerter Kleinbuchstabe W       |
| U+24B3 (9395) | ⒳               | anderes Symbol      | links nach rechts         | PARENTHESIZED LATIN SMALL LETTER X | Eingeklammerter Kleinbuchstabe X       |
| U+24B4 (9396) | ⒴               | anderes Symbol      | links nach rechts         | PARENTHESIZED LATIN SMALL LETTER Y | Eingeklammerter Kleinbuchstabe Y       |
| U+24B5 (9397) | ⒵               | anderes Symbol      | links nach rechts         | PARENTHESIZED LATIN SMALL LETTER Z | Eingeklammerter Kleinbuchstabe Z       |
| U+24B6 (9398) | Ⓐ               | anderes Symbol      | links nach rechts         | CIRCLED LATIN CAPITAL LETTER A     | Eingekreister Großbuchstabe A          |
| U+24B7 (9399) | Ⓑ               | anderes Symbol      | links nach rechts         | CIRCLED LATIN CAPITAL LETTER B     | Eingekreister Großbuchstabe B          |
| U+24B8 (9400) | Ⓒ               | anderes Symbol      | links nach rechts         | CIRCLED LATIN CAPITAL LETTER C     | Eingekreister Großbuchstabe C          |
| U+24B9 (9401) | Ⓓ               | anderes Symbol      | links nach rechts         | CIRCLED LATIN CAPITAL LETTER D     | Eingekreister Großbuchstabe D          |
| U+24BA (9402) | Ⓔ               | anderes Symbol      | links nach rechts         | CIRCLED LATIN CAPITAL LETTER E     | Eingekreister Großbuchstabe E          |
| U+24BB (9403) | Ⓕ               | anderes Symbol      | links nach rechts         | CIRCLED LATIN CAPITAL LETTER F     | Eingekreister Großbuchstabe F          |
| U+24BC (9404) | Ⓖ               | anderes Symbol      | links nach rechts         | CIRCLED LATIN CAPITAL LETTER G     | Eingekreister Großbuchstabe G          |
| U+24BD (9405) | Ⓗ               | anderes Symbol      | links nach rechts         | CIRCLED LATIN CAPITAL LETTER H     | Eingekreister Großbuchstabe H          |
| U+24BE (9406) | Ⓘ               | anderes Symbol      | links nach rechts         | CIRCLED LATIN CAPITAL LETTER I     | Eingekreister Großbuchstabe I          |
| U+24BF (9407) | Ⓙ               | anderes Symbol      | links nach rechts         | CIRCLED LATIN CAPITAL LETTER J     | Eingekreister Großbuchstabe J          |
| U+24C0 (9408) | Ⓚ               | anderes Symbol      | links nach rechts         | CIRCLED LATIN CAPITAL LETTER K     | Eingekreister Großbuchstabe K          |
| U+24C1 (9409) | Ⓛ               | anderes Symbol      | links nach rechts         | CIRCLED LATIN CAPITAL LETTER L     | Eingekreister Großbuchstabe L          |
| U+24C2 (9410) | Ⓜ               | anderes Symbol      | links nach rechts         | CIRCLED LATIN CAPITAL LETTER M     | Eingekreister Großbuchstabe M          |
| U+24C3 (9411) | Ⓝ               | anderes Symbol      | links nach rechts         | CIRCLED LATIN CAPITAL LETTER N     | Eingekreister Großbuchstabe N          |
| U+24C4 (9412) | Ⓞ               | anderes Symbol      | links nach rechts         | CIRCLED LATIN CAPITAL LETTER O     | Eingekreister Großbuchstabe O          |
| U+24C5 (9413) | Ⓟ               | anderes Symbol      | links nach rechts         | CIRCLED LATIN CAPITAL LETTER P     | Eingekreister Großbuchstabe P          |
| U+24C6 (9414) | Ⓠ               | anderes Symbol      | links nach rechts         | CIRCLED LATIN CAPITAL LETTER Q     | Eingekreister Großbuchstabe Q          |
| U+24C7 (9415) | Ⓡ               | anderes Symbol      | links nach rechts         | CIRCLED LATIN CAPITAL LETTER R     | Eingekreister Großbuchstabe R          |
| U+24C8 (9416) | Ⓢ               | anderes Symbol      | links nach rechts         | CIRCLED LATIN CAPITAL LETTER S     | Eingekreister Großbuchstabe S          |
| U+24C9 (9417) | Ⓣ               | anderes Symbol      | links nach rechts         | CIRCLED LATIN CAPITAL LETTER T     | Eingekreister Großbuchstabe T          |
| U+24CA (9418) | Ⓤ               | anderes Symbol      | links nach rechts         | CIRCLED LATIN CAPITAL LETTER U     | Eingekreister Großbuchstabe U          |
| U+24CB (9419) | Ⓥ               | anderes Symbol      | links nach rechts         | CIRCLED LATIN CAPITAL LETTER V     | Eingekreister Großbuchstabe V          |
| U+24CC (9420) | Ⓦ               | anderes Symbol      | links nach rechts         | CIRCLED LATIN CAPITAL LETTER W     | Eingekreister Großbuchstabe W          |
| U+24CD (9421) | Ⓧ               | anderes Symbol      | links nach rechts         | CIRCLED LATIN CAPITAL LETTER X     | Eingekreister Großbuchstabe X          |
| U+24CE (9422) | Ⓨ               | anderes Symbol      | links nach rechts         | CIRCLED LATIN CAPITAL LETTER Y     | Eingekreister Großbuchstabe Y          |
| U+24CF (9423) | Ⓩ               | anderes Symbol      | links nach rechts         | CIRCLED LATIN CAPITAL LETTER Z     | Eingekreister Großbuchstabe Z          |
| U+24D0 (9424) | ⓐ               | anderes Symbol      | links nach rechts         | CIRCLED LATIN SMALL LETTER A       | Eingekreister Kleinbuchstabe A         |
| U+24D1 (9425) | ⓑ               | anderes Symbol      | links nach rechts         | CIRCLED LATIN SMALL LETTER B       | Eingekreister Kleinbuchstabe B         |
| U+24D2 (9426) | ⓒ               | anderes Symbol      | links nach rechts         | CIRCLED LATIN SMALL LETTER C       | Eingekreister Kleinbuchstabe C         |
| U+24D3 (9427) | ⓓ               | anderes Symbol      | links nach rechts         | CIRCLED LATIN SMALL LETTER D       | Eingekreister Kleinbuchstabe D         |
| U+24D4 (9428) | ⓔ               | anderes Symbol      | links nach rechts         | CIRCLED LATIN SMALL LETTER E       | Eingekreister Kleinbuchstabe E         |
| U+24D5 (9429) | ⓕ               | anderes Symbol      | links nach rechts         | CIRCLED LATIN SMALL LETTER F       | Eingekreister Kleinbuchstabe F         |
| U+24D6 (9430) | ⓖ               | anderes Symbol      | links nach rechts         | CIRCLED LATIN SMALL LETTER G       | Eingekreister Kleinbuchstabe G         |
| U+24D7 (9431) | ⓗ               | anderes Symbol      | links nach rechts         | CIRCLED LATIN SMALL LETTER H       | Eingekreister Kleinbuchstabe H         |
| U+24D8 (9432) | ⓘ               | anderes Symbol      | links nach rechts         | CIRCLED LATIN SMALL LETTER I       | Eingekreister Kleinbuchstabe I         |
| U+24D9 (9433) | ⓙ               | anderes Symbol      | links nach rechts         | CIRCLED LATIN SMALL LETTER J       | Eingekreister Kleinbuchstabe J         |
| U+24DA (9434) | ⓚ               | anderes Symbol      | links nach rechts         | CIRCLED LATIN SMALL LETTER K       | Eingekreister Kleinbuchstabe K         |
| U+24DB (9435) | ⓛ               | anderes Symbol      | links nach rechts         | CIRCLED LATIN SMALL LETTER L       | Eingekreister Kleinbuchstabe L         |
| U+24DC (9436) | ⓜ               | anderes Symbol      | links nach rechts         | CIRCLED LATIN SMALL LETTER M       | Eingekreister Kleinbuchstabe M         |
| U+24DD (9437) | ⓝ               | anderes Symbol      | links nach rechts         | CIRCLED LATIN SMALL LETTER N       | Eingekreister Kleinbuchstabe N         |
| U+24DE (9438) | ⓞ               | anderes Symbol      | links nach rechts         | CIRCLED LATIN SMALL LETTER O       | Eingekreister Kleinbuchstabe O         |
| U+24DF (9439) | ⓟ               | anderes Symbol      | links nach rechts         | CIRCLED LATIN SMALL LETTER P       | Eingekreister Kleinbuchstabe P         |
| U+24E0 (9440) | ⓠ               | anderes Symbol      | links nach rechts         | CIRCLED LATIN SMALL LETTER Q       | Eingekreister Kleinbuchstabe Q         |
| U+24E1 (9441) | ⓡ               | anderes Symbol      | links nach rechts         | CIRCLED LATIN SMALL LETTER R       | Eingekreister Kleinbuchstabe R         |
| U+24E2 (9442) | ⓢ               | anderes Symbol      | links nach rechts         | CIRCLED LATIN SMALL LETTER S       | Eingekreister Kleinbuchstabe S         |
| U+24E3 (9443) | ⓣ               | anderes Symbol      | links nach rechts         | CIRCLED LATIN SMALL LETTER T       | Eingekreister Kleinbuchstabe T         |
| U+24E4 (9444) | ⓤ               | anderes Symbol      | links nach rechts         | CIRCLED LATIN SMALL LETTER U       | Eingekreister Kleinbuchstabe U         |
| U+24E5 (9445) | ⓥ               | anderes Symbol      | links nach rechts         | CIRCLED LATIN SMALL LETTER V       | Eingekreister Kleinbuchstabe V         |
| U+24E6 (9446) | ⓦ               | anderes Symbol      | links nach rechts         | CIRCLED LATIN SMALL LETTER W       | Eingekreister Kleinbuchstabe W         |
| U+24E7 (9447) | ⓧ               | anderes Symbol      | links nach rechts         | CIRCLED LATIN SMALL LETTER X       | Eingekreister Kleinbuchstabe X         |
| U+24E8 (9448) | ⓨ               | anderes Symbol      | links nach rechts         | CIRCLED LATIN SMALL LETTER Y       | Eingekreister Kleinbuchstabe Y         |
| U+24E9 (9449) | ⓩ               | anderes Symbol      | links nach rechts         | CIRCLED LATIN SMALL LETTER Z       | Eingekreister Kleinbuchstabe Z         |
| U+24EA (9450) | ⓪               | anderes Zahlzeichen | anderes neutrales Zeichen | CIRCLED DIGIT ZERO                 | Eingekreiste Ziffer Null               |
| U+24EB (9451) | ⓫               | anderes Zahlzeichen | anderes neutrales Zeichen | NEGATIVE CIRCLED NUMBER ELEVEN     | Negative eingekreiste Zahl Elf         |
| U+24EC (9452) | ⓬               | anderes Zahlzeichen | anderes neutrales Zeichen | NEGATIVE CIRCLED NUMBER TWELVE     | Negative eingekreiste Zahl Zwölf       |
| U+24ED (9453) | ⓭               | anderes Zahlzeichen | anderes neutrales Zeichen | NEGATIVE CIRCLED NUMBER THIRTEEN   | Negative eingekreiste Zahl Dreizehn    |
| U+24EE (9454) | ⓮               | anderes Zahlzeichen | anderes neutrales Zeichen | NEGATIVE CIRCLED NUMBER FOURTEEN   | Negative eingekreiste Zahl Vierzehn    |
| U+24EF (9455) | ⓯               | anderes Zahlzeichen | anderes neutrales Zeichen | NEGATIVE CIRCLED NUMBER FIFTEEN    | Negative eingekreiste Zahl Fünfzehn    |
| U+24F0 (9456) | ⓰               | anderes Zahlzeichen | anderes neutrales Zeichen | NEGATIVE CIRCLED NUMBER SIXTEEN    | Negative eingekreiste Zahl Sechzehn    |
| U+24F1 (9457) | ⓱               | anderes Zahlzeichen | anderes neutrales Zeichen | NEGATIVE CIRCLED NUMBER SEVENTEEN  | Negative eingekreiste Zahl Siebzehn    |
| U+24F2 (9458) | ⓲               | anderes Zahlzeichen | anderes neutrales Zeichen | NEGATIVE CIRCLED NUMBER EIGHTEEN   | Negative eingekreiste Zahl Achtzehn    |
| U+24F3 (9459) | ⓳               | anderes Zahlzeichen | anderes neutrales Zeichen | NEGATIVE CIRCLED NUMBER NINETEEN   | Negative eingekreiste Zahl Neunzehn    |
| U+24F4 (9460) | ⓴               | anderes Zahlzeichen | anderes neutrales Zeichen | NEGATIVE CIRCLED NUMBER TWENTY     | Negative eingekreiste Zahl Zwanzig     |
| U+24F5 (9461) | ⓵               | anderes Zahlzeichen | anderes neutrales Zeichen | DOUBLE CIRCLED DIGIT ONE           | Doppelt eingekreiste Ziffer Eins       |
| U+24F6 (9462) | ⓶               | anderes Zahlzeichen | anderes neutrales Zeichen | DOUBLE CIRCLED DIGIT TWO           | Doppelt eingekreiste Ziffer Zwei       |
| U+24F7 (9463) | ⓷               | anderes Zahlzeichen | anderes neutrales Zeichen | DOUBLE CIRCLED DIGIT THREE         | Doppelt eingekreiste Ziffer Drei       |
| U+24F8 (9464) | ⓸               | anderes Zahlzeichen | anderes neutrales Zeichen | DOUBLE CIRCLED DIGIT FOUR          | Doppelt eingekreiste Ziffer Four       |
| U+24F9 (9465) | ⓹               | anderes Zahlzeichen | anderes neutrales Zeichen | DOUBLE CIRCLED DIGIT FIVE          | Doppelt eingekreiste Ziffer Fünf       |
| U+24FA (9466) | ⓺               | anderes Zahlzeichen | anderes neutrales Zeichen | DOUBLE CIRCLED DIGIT SIX           | Doppelt eingekreiste Ziffer Sechs      |
| U+24FB (9467) | ⓻               | anderes Zahlzeichen | anderes neutrales Zeichen | DOUBLE CIRCLED DIGIT SEVEN         | Doppelt eingekreiste Ziffer Sieben     |
| U+24FC (9468) | ⓼               | anderes Zahlzeichen | anderes neutrales Zeichen | DOUBLE CIRCLED DIGIT EIGHT         | Doppelt eingekreiste Ziffer Acht       |
| U+24FD (9469) | ⓽               | anderes Zahlzeichen | anderes neutrales Zeichen | DOUBLE CIRCLED DIGIT NINE          | Doppelt eingekreiste Ziffer Neun       |
| U+24FE (9470) | ⓾               | anderes Zahlzeichen | anderes neutrales Zeichen | DOUBLE CIRCLED NUMBER TEN          | Doppelt eingekreiste Zahl Zehn         |
| U+24FF (9471) | ⓿               | anderes Zahlzeichen | anderes neutrales Zeichen | NEGATIVE CIRCLED DIGIT ZERO        | Negative eingekreiste Ziffer Null      |